# Aeroportul Bhamo
Aeroportul Bhamo (IATA: BMO, ICAO: VYBM) este un aeroport din Statul Kachin, Myanmar ce deservește zona Bhamo⁠(d). A fost numit după zona deservită.
Situat la o altitudine de 114 m, aeroportul dispune de o singură pistă.